# 四川省地震局
四川省地震局，是中国地震局和四川省人民政府双重领导，以中国地震局为主的事业单位。根据四川省人民政府授权，依法履行防震减灾主管机构的各项职责，承担本行政区域内防震减灾工作政府行政管理职能。

## 历史沿革
1970年，成立了四川省革命委员会地震办公室。由于四川省地震专业队伍尚未建立，故对研究和掌握震情主要由地质部西南地震地质队、昆明地球物理研究所等几个单位及其所属地震台站承担。而地震办公室的主要任务则是指导防震抗灾和地震预报工作；收集、研究历史地震资料工作，为建设规划、布局提供参考依据。同年，组建滇、黔，川、藏四省区在内的西南地震大队，由昆明地球物理研究所、地质部西南地震地质队，原国家测绘总局大地测量二队等单位合并组成，并相应建立西南地震大队四川地震队。
1971年，成立成都地震大队，撤销西南地震大队四川地震队。该大队的性质和任务是专门从事地震研究工作的科研单位。除负责四川省的地震预报和抗震防震工作外，还担负西藏地区的地震地质、测量、抗震和前兆等方面的协作任务。大队下属业务单位有：地震地质队、地震测量队、地震仪器车间。1972年，成立成都地震大队抗震队，主要承担三线建设项目和民用建筑的抗震防震工作。1976年，撤销成都地震大队，成立了四川省地震局。1976年10月，四川省地震局建立后至1982年，四川省地震工作实行国家地震局和四川省人民政府双重领导，以省人民政府领导为主的管理体制。
1979年，撤销抗震队，合并成立西南地震流动队。1983年，局属业务单位有分析预报研究中心、情报资料室、地震测量队、地震地质队、地震仪器厂和西昌、成都、康定等地震中心站。国务院批转国家地震局关于省、市、自治区地震工作机构的管理体制调整改革的报告，四川省地震工作实行国家地震局与四川省人民政府双重领导，以国家地震局领导为主的管理体制。四川省地震局既是国家地震局的下属单位，又是四川省人民政府的工作机构。

## 机构设置
四川省地震局机构设置情况有：
- 办公室
- 人事教育处
- 发展与财务处
- 科学技术处、外事办公室（合署办公）
- 监测预报处
- 震害防御处、政策法规处、市县工作处（合署办公）
- 应急救援处
- 纪检监察审计处
- 机关党委
- 离退休干部管理处

直属机构设置有：
- 地震预报研究中心
- 地震监测中心
- 减灾救助研究所
- 水库地震研究所
- 工程地震研究院
- 机关服务中心
- 宣传教育中心
- 川滇国家地震预报实验场四川分中心

下属机构设置。即：
- 测绘工程院
- 康定地震中心站
- 西昌地震中心站
- 攀枝花基准台
- 成都地震基准台
- 地震应急保障中心

## 职责
四川省地震局主要职责：
- 根据《中华人民共和国防震减灾法》、《四川省防震减灾条例》和四川省人民政府的授权，监督、检查四川省的防震减灾工作，负责拟定有关防震减灾的方针、政策，组织起草或修订与防震减灾事业相关的地方性法规、规章，制定规范性文件，并组织实施。
- 组织编制四川省防震减灾规划和计划；推进防震减灾计划体制和相应经费渠道的建立和完善；组织年度防震减灾工作计划的实施；管理、监督事业费、基本建设费和专项资金的使用。
- 负责建立地震监测预报工作体系。按照全国地震监测台网（站）建设规划，负责统一规划四川省地震台网（站）及信息系统的建设，实现资源共享；制定全省地震监测预报方案并组织实施；管理省级地震监测台网（站）；负责提出地震预报意见；强化全省地震重点监视防御区的震情跟踪；对市（州）、县地震监测台网（站）和群测群防工作实行行业管理；会同有关部门依法保护地震监测设施和地震观测环境。
- 会同有关部门建立震灾预防工作体系。负责监督管理本行政区域内建设工程抗震设防要求和地震安全性评价工作，按职责权限审定地震安全性评价结果，确定抗震设防要求；管理本行政区域内地震灾害预测；制定四川省破坏性地震应急预案并检查落实情况；组织开展防震减灾知识的宣传教育工作，并按照有关规定审核防震减灾宣传报道。
- 承担四川省人民政府防震减灾指挥机构办事机构的职能；负责震情和灾情速报，会同有关部门组织地震灾害调查与损失评估；参与制定地震灾区重建规划。
- 会同有关部门建立地震紧急救援工作体系。开展地震应急、救援技术和装备的研究、开发与生产；在有条件的地震重点监视防御区，会同有关部门组建和培训省地震紧急救援队伍；协助地方人民政府建立地震重点监视防御区的地震应急救援物资储备系统。
- 组织开展水库地震的监测和研究工作，会同有关部门防范地震次生灾害。
- 承担四川省的地震行政复议、行政诉讼工作，负责地震行业质量与技术监督管理工作；负责地震技术标准的宣传、贯彻、实施和监督；管理地震计量工作。
- 推进地震科学技术现代化；组织开展地震科学技术研究及其成果的推广应用；开展地震科学技术国际合作与交流；指导和管理与防震减灾事业有关的学会、协会工作。
- 领导下属单位；管理市（州）、县防震减灾工作。
- 承担中国地震局和四川省人民政府交办的其他事项。